# الكربه العليا (العدين)

تعديل مصدري - تعديل

الكربه العليا محلة تابعة لقرية الظهار، التابعة لعزلة الجبلين بمديرية العدين إحدى مديريات محافظة إب في الجمهورية اليمنية.، بلغ تعداد سكانها 101 حسب تعداد اليمن لعام 2004.